# Parque El Pilar (Ciudad Real)
El parque El Pilar de Ciudad Real es un parque público de 85 000 m², en el que incluye un arboreto.

## Localización
Se encuentra en el extrarradio de la ciudad, en la zona este de la misma.

## Historia
El parque El Pilar se inauguró en el año 1994. 
Su diseño es contemporáneo, de estructura abierta y funcional. Dispone de una serie de paseos, pérgolas y plazas 
Cuenta con una estructura homogénea, ya que el diseño se realizó en un único proyecto y se ejecutó en su integridad. Desde entonces la modificación más significativa introducida en el mismo, ha sido en su esquina noroeste unas dos hectáreas dedicadas a arboreto.

## Equipamientos
- Arboreto
- Lago con juegos de agua
- Campo de fútbol
- Pista polideportiva

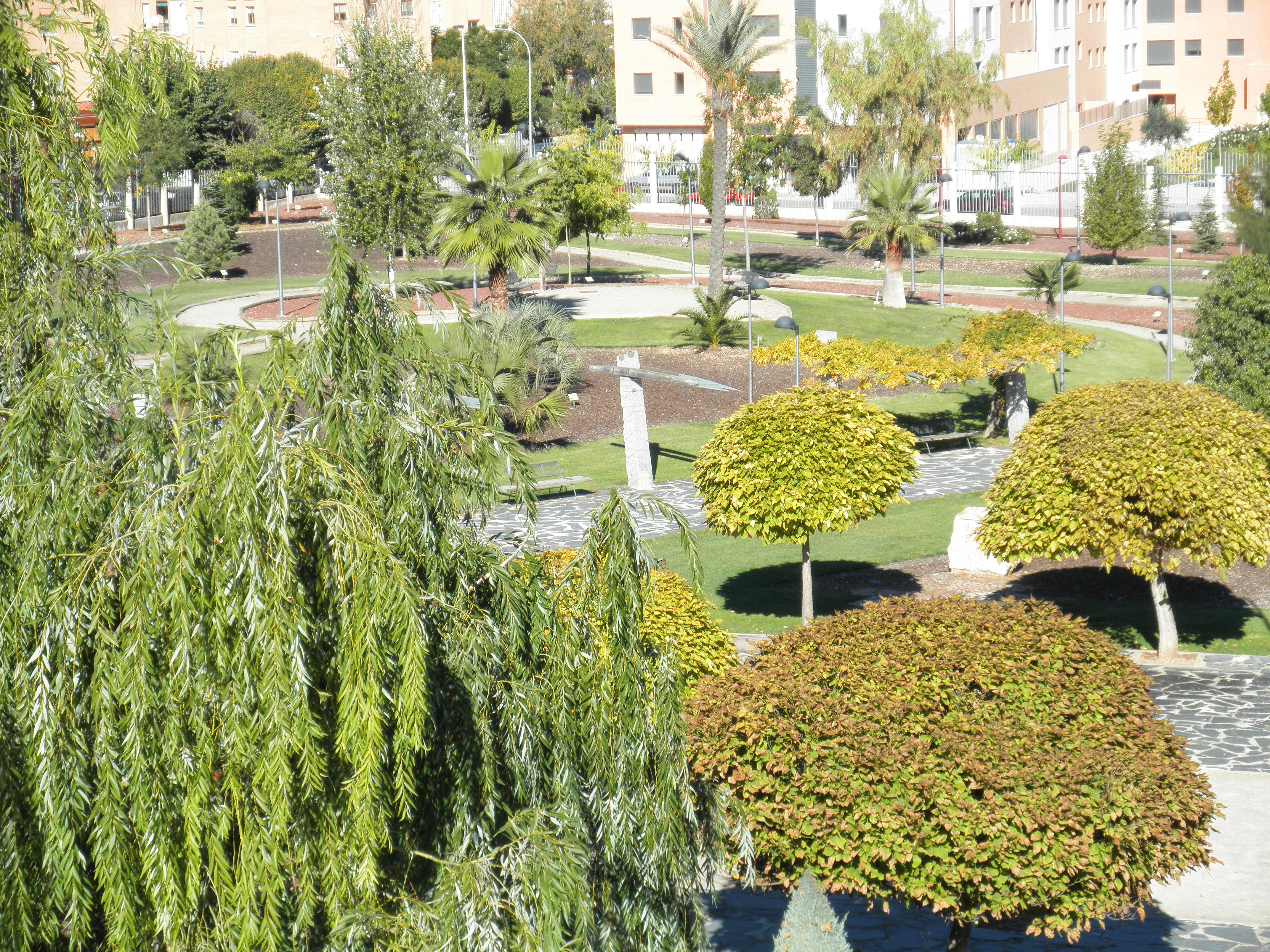
Vista parcial del arboreto

- Zonas de juegos infantiles y juveniles
- Zonas para perros
- Bares en el verano